# NGC 1780
NGC 1780 је спирална галаксија у сазвежђу Зец која се налази на NGC листи објеката дубоког неба.
Деклинација објекта је - 19° 28' 1" а ректасцензија 5h 6m 20,7s. Привидна величина (магнитуда) објекта NGC 1780 износи 13,7 а фотографска магнитуда 14,7. NGC 1780 је још познат и под ознакама ESO 553-1, ESO 552-71, MCG -3-13-70, PGC 16743.